# Gat van Rotterdam

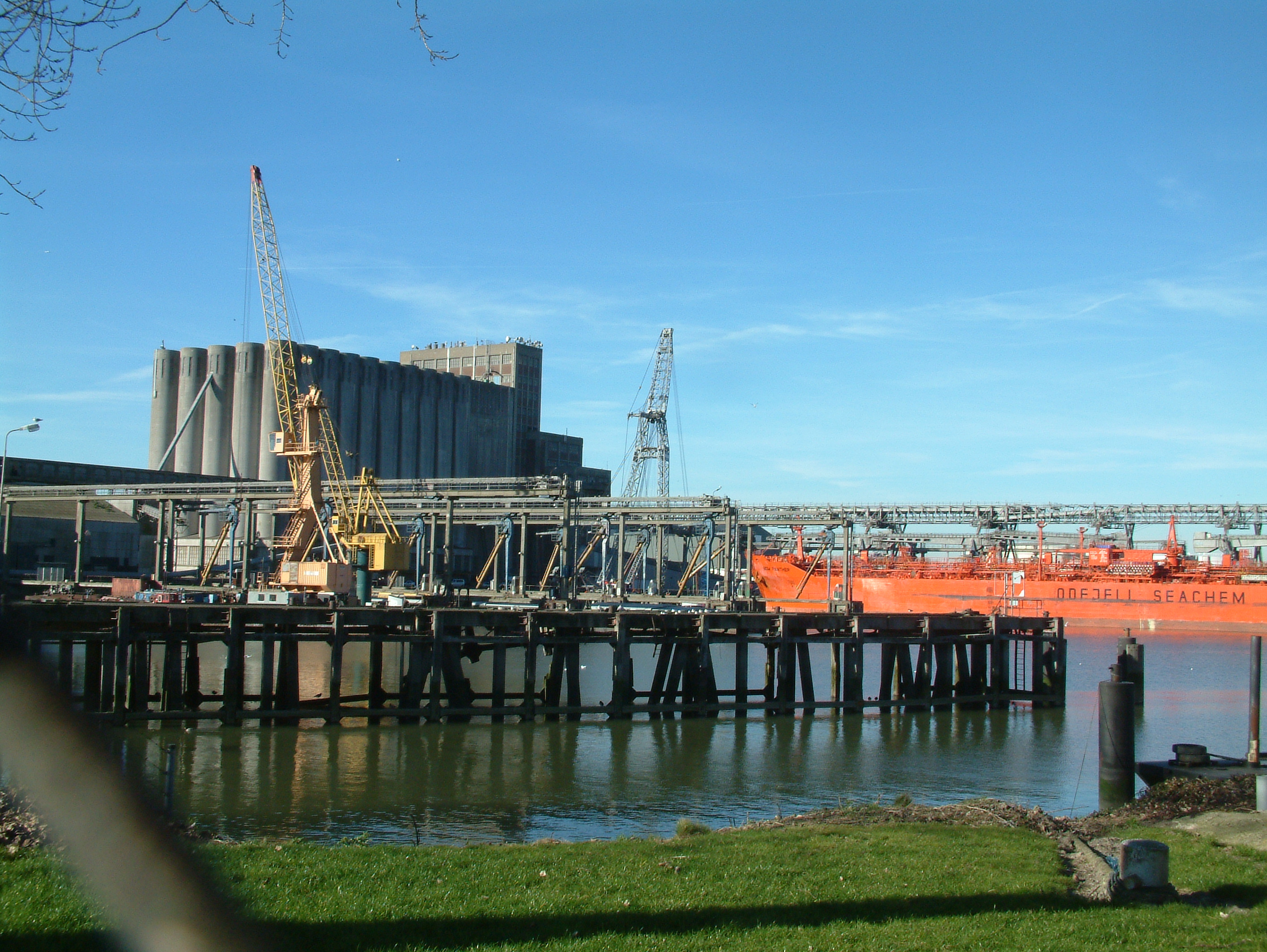
Opslagsilo's te Rotterdam-Botlek

Het Gat van Rotterdam is een kostprijsvoordeel voor de import van graanvervangers van buiten de Europese Unie dat ontstaan is na de Dillon-ronde van de General Agreement on Tariffs and Trade-onderhandelingen in 1962. De Europese Unie trof maatregelen om de Europese graanmarkt te beschermen tegen goedkoop graan uit derde landen. Omdat de markt niet beschermd was tegen goedkope graanvervangers werden die op grote schaal geïmporteerd en verhandeld op de Europese markt waar veevoer relatief duur was.
In 1962 bewerkstelligde de Europese Unie een hoge graanprijs voor haar interne markt. Om dit voor elkaar te krijgen moest de interne markt voor graan beschermd worden door het instellen van hoge importtarieven voor graan van buiten de Europese Unie. Andere, vaak graan-exporterende landen gingen hier niet zo maar mee akkoord, dus moesten er concessies worden gedaan. Zo werd bepaald dat de Europese Unie een laag- of in sommige gevallen het nultarief zou hanteren voor de import van graanvervangers.
Deze graansubstituten omvatten oliehoudende en eiwitrijke gewassen zoals soja. Ze kunnen goed verwerkt worden in krachtvoeders voor de veehouderij en werden dan ook vanwege de lage prijzen massaal geïmporteerd. Omdat deze gewassen voor een belangrijk deel via de haven van Rotterdam de Europese Unie binnen kwamen werd het kostprijsvoordeel al snel als het Gat van Rotterdam aangeduid.
Dit Gat van Rotterdam heeft twee belangrijke gevolgen gehad. Aan de ene kant kon de Nederlandse varkenshouderij profiteren van de lage voerkosten door goedkope import van energierijke gewassen, ze groeide in die jaren dan ook zeer snel. Aan de andere kant werd er minder graan uit de Europese Unie gebruikt voor de productie van veevoeder dus daalde de afzetmarkt voor graan. Om deze misstap te corrigeren heeft de Europese Unie nog meer concessies moeten doen. Een concessie aan de Verenigde Staten was dat de Europese Unie maar een beperkt areaal oliezaden zou verbouwen. Een ander concessie was die aan Thailand, dat een deel van het toekomstige quotum voor tapioca import van de Europese Unie kreeg.
In 2008 heeft weer een Doha-ronde geen resultaten opgeleverd zodat 'het Gat' nog steeds bestaat. Europese graanboeren klagen over de massale import van goedkope plantaardige eiwitten. Andere Europese boeren produceren met dat goedkope eiwit zoveel vlees dat het vervolgens op de wereldmarkt moet worden gedumpt. 